# Verschroeiing
Verschroeiing of verkoling is het verbranden van materiaal zonder dat er sprake is van vuur. Bij verbranding is er altijd vuur aanwezig; het materiaal wordt dan zichtbaar en snel verbrand. Bij verkoling is dat niet het geval; het proces is dan ook trager dan verbranding.
Verschroeiing is ook vaak het eerste teken van verbranding. Als het materiaal zodanig verschroeid is dat er rookontwikkeling ontstaat, dan krijg je ontbranding. Het vuur ontstaat dan door de extreme hitte. Dit gebeurt vooral bij het koken van etenswaren, maar ook planten verdorren zich en er ontstaat verkoling.

## Enkele voorbeelden
- Planten

Blaadjes worden slapper en verdorren, er verschijnen bruine plekjes op het blad
- Plastic

Het materiaal verkrimpt en smelt
- Koken

Bij koken kan eten weleens aanbranden. Bij het aanbranden van vlees vormen zich zwarte plekken op het vlees. Dit gebeurt ook bij een gebakken ei, maar ook op aardappelen en vis kan er een zwart laagje ontstaan. Bij groente gebeurt dit minder vaak, omdat groenten meer water bevatten.
Verschroeiing komt alleen voor bij vaste stoffen.